# Rito celtico
Con rito celtico si intende il complesso di riti liturgici cristiani in uso in Gran Bretagna, in Irlanda, in Bretagna e, sporadicamente, nel nord della Spagna, nonché nei numerosi monasteri irlandesi in Europa continentale, ufficialmente fino al Basso medioevo, comunque, fino a che in questi territori sono stati in uso riti diversi da quello romano. Poi riti celebrati nella clandestinità per le soppressioni romane e anglicane. Il fenomeno liturgico iro-celtico non ebbe mai caratteri di compiutezza e fissità; in tal senso la locuzione "rito celtico" non implica omogeneità, ma piuttosto convergenza e comunanza di contesto geografico-culturale tra le pratiche che essa indica.

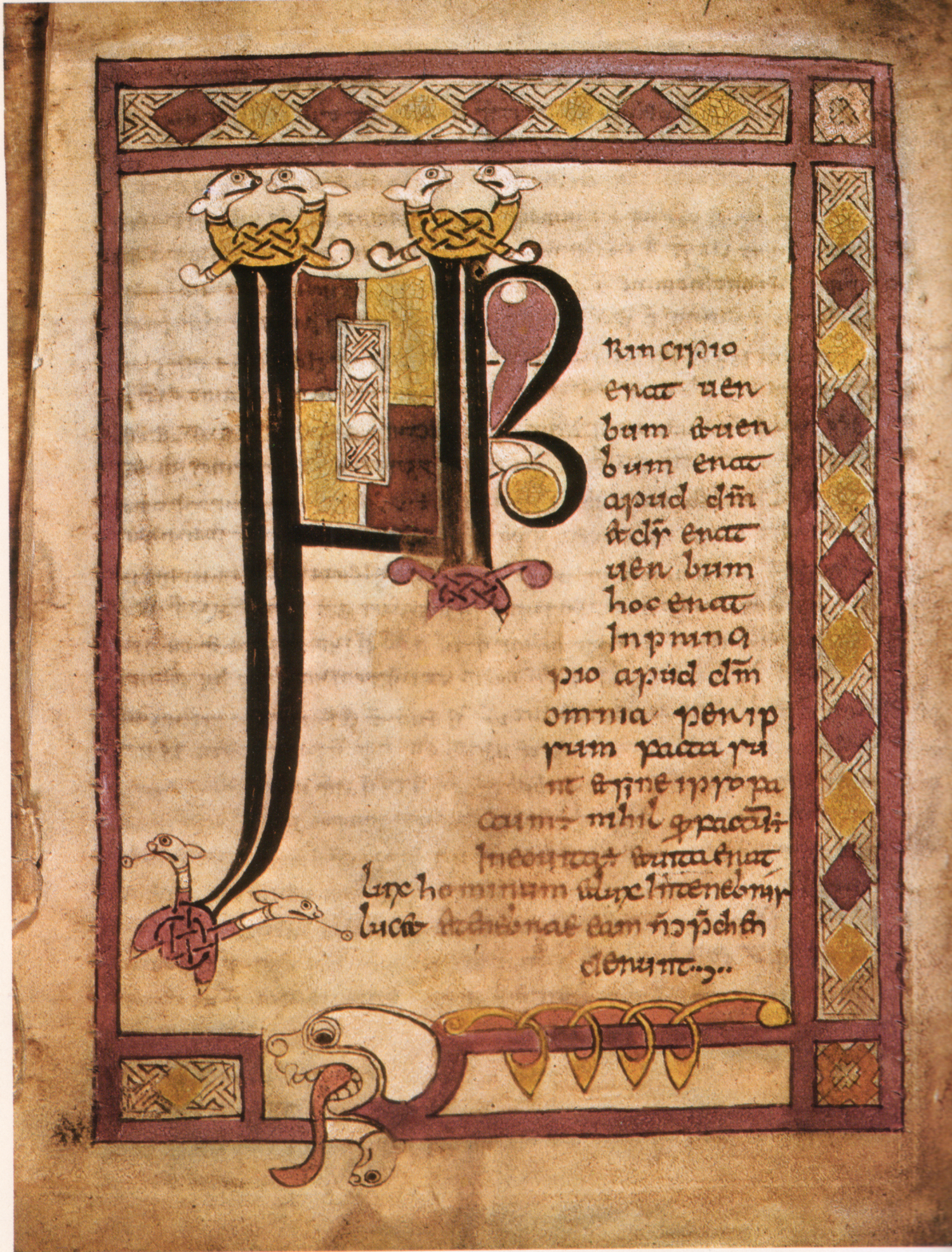
Prima pagina del Messale di Stowe, composto in Irlanda alla fine dell'VIII secolo

## Storia
Per comprendere le origini del rito celtico, bisogna aver presente il fatto che, fino al IV secolo in Oriente e al V secolo in Occidente, la prassi dell'improvvisazione liturgica era ancora dominante e la liturgia era, nelle sue forme, tutta in divenire. Mancando perfino di un supporto scritto, la liturgia presentava quindi un'enorme variabilità.
L'alto medioevo rappresentò dunque il momento della formazione, intesa come processo dinamico, del rito celtico, che affonda le sue radici nella chiesa celtica, che si sviluppò sotto la guida di personalità autoctone come San Patrizio e Columba di Iona, in un contesto culturale celtico variamente romanizzato, che precede nel tempo la missione (597 d.C.) di ri-cristianizzazione dell'Inghilterra di Agostino di Canterbury.
Questi riti incorporavano numerosi elementi della precedente spiritualità celtica, tradotti anche nel cristianesimo celtico. Per quanto concerne l'estensione temporale del rito celtico, come l'antico rito gallicano soffrì una decadenza precoce: essi iniziarono un regresso già nel VII secolo, e nell'Inghilterra propria furono probabilmente espunti dall'uso già dall'VIII o dal IX secolo, con l'imporsi dell'autorità e del rito dell'arcidiocesi di Canterbury. 
Esso resistette probabilmente più a lungo, fino alle soglie del XII secolo, in Galles, in Irlanda e in Scozia. Lo testimoniano le battaglie di romanizzazione portate avanti da personalità come San Malachia in Irlanda e Santa Margherita di Scozia contro le vestigia degli antichi riti. Nel 1172 il sinodo di Cashel impose l'introduzione del rito romano di allora, probabilmente nelle forme del rito di Sarum, in tutte le chiese d'Irlanda; pochi anni prima anche la cattedrale di Glasgow si era piegata all'adozione dello stesso rito, sancendo così la scomparsa degli antichi usi liturgici celtici.

## Caratteristiche
Lo studio e l'analisi del rito celtico sono impedite da una cronica lacunosità delle fonti. Ciò non ha impedito ad alcuni studiosi, solitamente anglosassoni, di avventurarsi in ardite ricostruzioni, spesso tuttavia assai congetturali.
Il testo più completo di celebrazione liturgica ci viene probabilmente dal messale di Stowe, variamente integrato dai frammenti di Torino e dall'antifonario di Bangor, cui si aggiungono numerosi frammenti minori e, secondo alcuni, dati ricavabili dal messale di Bobbio e da alcuni evangelari irlandesi, come il libro di Dimma e il libro di Mulling, che annotano le formule per l'unzione degli infermi.
I libri irlandesi paiono essere in rapporto con i testi prodotti a Roma, a Milano e nelle Gallie, inserendosi così nella tradizione dei riti liturgici occidentali o latini, e tradendo affinità particolari con i messali ambrosiani e ispanici, dimostrando pertanto una conoscenza da parte dei liturgisti irlandesi, seppur parziale, degli usi liturgici anche dell'Occidente più lontano.
Alcuni dei testi giunti fino a noi indicano una scarsa dimestichezza degli autori con la lingua latina, e in effetti è stato ipotizzato che nei riti celtici vi fosse stata una apertura all'impiego delle lingue celtiche al posto del latino. 
Il tono devozionale e quasi intimista di molteplici aspetti di quanto a noi pervenuto dei testi di rito celtico può essere spiegato con il carattere tipicamente monacale di molti di essi, composti negli ambienti del monachesimo irlandese che tanta parte avrebbe avuto nella catechesi dell'Europa Occidentale, e le cui tendenze pietiste trovarono forse un'eco lontana nei rifacimenti liturgici dei Franchi carolingi, da cui risultarono le liturgie romano-franche o neo-gallicane.
Varie differenze sono rilevabili nell'amministrazione dei sacramenti. La tonsura, che generalmente precede il conferimento degli ordini sacri, andava da un orecchio all'altro e non aveva la forma di un cerchio di capelli (con un uso forse già proprio degli antichi druidi). Riti diversi da quelli romani o generalmente latini sono noti per il battesimo e l'unzione degli infermi.